# Арефлексия
Арефлекси́я — отсутствие одного или нескольких рефлексов, обусловленное нарушением целостности рефлекторной дуги или тормозящим влиянием вышестоящих отделов нервной системы. Причиной, как правило, является повреждение центральной нервной системы в результате травм или заболеваний.
Отсутствие рефлексов является ценным диагностическим признаком, позволяющим неврологу оценить уровень поражения нервной системы. Так, например, отсутствие сухожильных рефлексов нижних конечностей с сохранением аналогичных рефлексов на верхних конечностях может свидетельствовать о поражении спинного мозга в поясничном или грудном отделах.
Тотальное отсутствие рефлексов является признаком угнетения центральной нервной системы; например, при коме или наркозе наблюдается угнетение большинства рефлекторных дуг. И чем более глубокий наркоз, тем более выражено угнетение. Наиболее доступным для проверки в таком случае является роговичный рефлекс. Для его оценки поднимается веко и освещается зрачок, в норме наблюдается рефлекторное уменьшение просвета зрачка.